# Rob McKinnon
Rob McKinnon (né le 31 juillet 1966 à Glasgow, Écosse) est un joueur de football international écossais.

## Carrière en club
Rob McKinnon commence à jouer en Angleterre à Newcastle United, à Hartlepool United (deux fois) et à Carlisle United (il connaît aussi un prêt à Manchester United mais sans y jouer de match officiel). 
Il connaît également les championnats écossais (avec Motherwell, Heart of Midlothian et Clydebank) et néerlandais (avec le FC Twente).

## Carrière internationale
Durant sa carrière, il connaît trois sélections avec l'Écosse, une en 1993, deux en 1995, pendant le règne de Craig Brown.

### Détail des sélections
| Sélection | Date             | Lieu                                 | Compétition                                 | Résultat | Adversaire | Titulaire/Remplaçant | Maillot n° |
| --------- | ---------------- | ------------------------------------ | ------------------------------------------- | -------- | ---------- | -------------------- | ---------- |
| 1re       | 17 novembre 1993 | Ta' Qali Stadium, Attard, Malte      | Tour préliminaire de la Coupe du monde 1994 | V 2-0    | Malte      | Titulaire            | 3          |
| 2e        | 21 mai 1995      | Hiroshima Big Arch, Hiroshima, Japon | Coupe Kirin                                 | N 0-0    | Japon      | Titulaire            | 3          |
| 3e        | 7 juin 1995      | Svangaskard, Toftir, Îles Féroé      | Éliminatoires de l'Euro 1996                | V 2-0    | Îles Féroé | Titulaire            | 3          |